# Hatuey

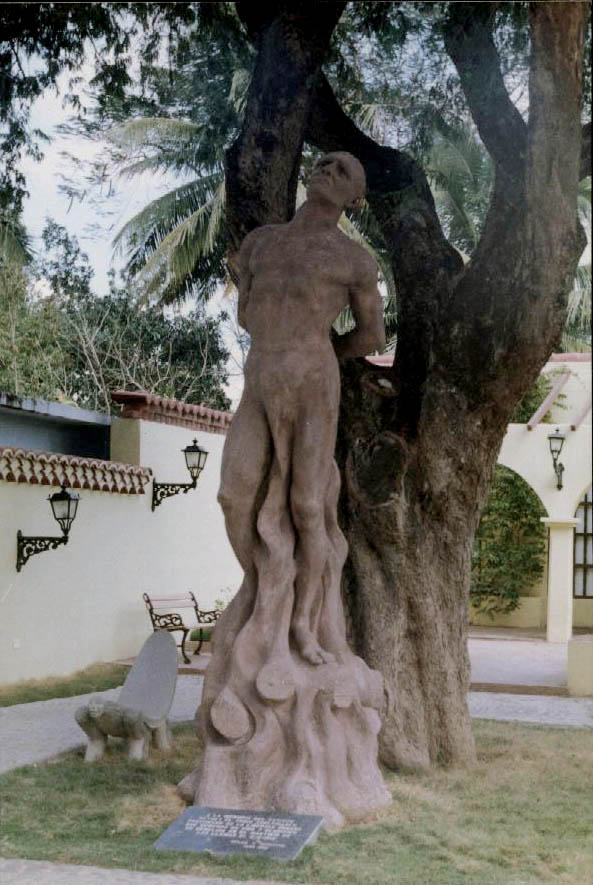
Monumento do chefe Taíno, Hatuey, na cidade de Yara, retratando o momento em que foi queimado por soldados espanhóis, ligado a uma árvore Tamarindus plantada em 1907.

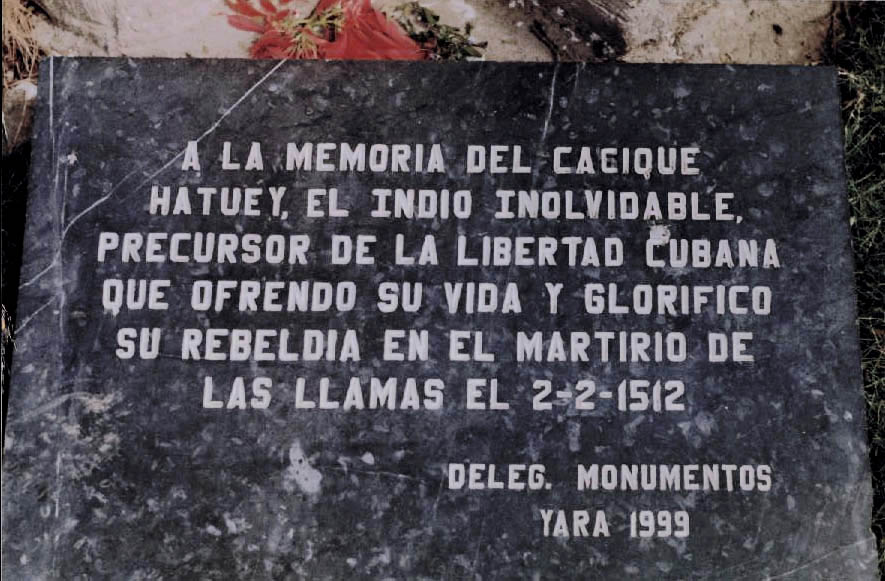
Placa na base do monumento. Diz "À memória do Chefe Hatuey, nativo inesquecível, precursor da liberdade cubana, que ofereceu a sua vida, e glorificou a sua rebelião no martírio das chamas em 2/2/1512. Delegação dos Monumentos de Yara, 1999".

Hatuey (/ɑːˈtweɪ/), ou Hatüey (/ˌɑːtuˈeɪ/; morreu a 2 de fevereiro de 1512), era um Cacique Taíno originalmente do que é hoje chamado a ilha de São Domingos, que viveu no início do século XVI e fugiu para Cuba durante a conquista espanhola. Atingiu um estatuto lendário por liderar um grupo de nativos numa luta contra os espanhóis invasores, tornando-se assim um dos primeiros combatentes contra o colonialismo no Novo Mundo. É celebrado como "O Primeiro Herói Nacional de Cuba". O filme También la lluvia de 2010 inclui um relato cinematográfico da execução de Hatuey.

## Vida e morte
Em 1511, Diego Velázquez partiu da ilha de São Domingos para colonizar o que é hoje conhecido como a ilha de Cuba, para saquear ouro e escravizar os Taínos (o povo indígena de Cuba, os Taínos, foram anteriormente catalogados por Colombo). Velázquez foi, no entanto, precedido por Hatuey, que fugiu da ilha de São Domingos com um grupo de quatrocentos em canoas e avisou alguns dos nativos do leste de Cuba sobre o que esperar dos espanhóis.
Bartolomé de Las Casas atribuiu mais tarde o seguinte discurso a Hatuey, que foi dirigido contra o cristianismo. Mostrou ao Taíno de Caobana um cesto de ouro e joias, dizendo:
"Aqui está o Deus que os espanhóis veneram. Por estes lutam e matam; por estes perseguem-nos e é por isso que temos de os atirar ao mar... Eles dizem-nos, estes tiranos, que adoram um Deus de paz e igualdade, e, no entanto, usurpam a nossa terra e fazem de nós seus escravos. Falam-nos de uma alma imortal e das suas eternas recompensas e castigos, e, no entanto, roubam os nossos pertences, seduzem as nossas mulheres, violam as nossas filhas. Incapazes de nos igualar em valor, estes cobardes cobrem-se de ferro que as nossas armas não podem quebrar..."
Os chefes Taíno em Cuba não responderam à mensagem de Hatuey, e poucos se juntaram a ele para lutar. Hatuey recorreu a táticas de guerrilha contra os espanhóis, e foi capaz de os confinar durante algum tempo. Ele e os seus combatentes foram capazes de matar pelo menos oito soldados espanhóis. Eventualmente, usando mastins e torturando o povo nativo para informação, os espanhóis conseguiram capturá-lo. A 2 de fevereiro de 1512, ele foi amarrado a uma estaca e queimado vivo em Yara, perto da atual cidade de Bayamo.
Antes de ser queimado, um padre perguntou a Hatuey se ele aceitaria Jesus e iria para o céu. Las Casas recordou a reação do chefe:
"[Hatuey], pensando um pouco, perguntou ao homem religioso se os espanhóis iam para o céu. O homem religioso respondeu sim... O chefe disse então sem pensar mais que não queria ir para lá, mas para o inferno, para não estar onde eles estavam e onde não veria pessoas tão cruéis. Este é o nome e a honra que Deus e a nossa fé ganharam."

## Legado
A cidade de Hatuey, localizada a sul de Sibanicú na província de Camagüey, em Cuba, recebeu o nome do herói Taíno.
Hatuey também vive como uma marca de cerveja. A cerveja é fabricada em Santiago de Cuba e vendida sob a marca Hatuey desde 1927, inicialmente pela empresa cubana Compañia Ron Bacardi SA . Após a nacionalização da indústria em 1960, a cerveja foi adquirida pela Empresa Cerveceria Hatuey Santiago. A partir de 2011, a família Bacardi voltou a fazer cervejas nos Estados Unidos para o mercado com o rótulo Hatuey.   Hatuey também é uma marca de um tipo de bebida de malte açucarada e não alcoólica chamada Malta . Hatuey também é uma marca de cracker de refrigerante.
Hatuey também continua a viver como uma marca de cerveja. A cerveja tem sido fabricada em Santiago de Cuba e vendida sob a marca Hatuey desde 1927, inicialmente pela empresa nativa cubana, Compañia Ron Bacardi S.A.. Após a nacionalização da indústria em 1960, o fabrico da cerveja foi adquirido pela Empresa Cerveceria Hatuey Santiago. A partir de 2011, a família Bacardi começou novamente a fabricar cervejas nos Estados Unidos para comercializar sob o rótulo Hatuey. Hatuey é também uma marca de um tipo de bebida açucarada, não alcoólica, de malte chamada Malta. Hatuey é também uma marca de bolacha de sal.
No filme de 2010 filmado na Bolívia, También la lluvia, Hatuey é uma personagem principal.
O logótipo da marca cubana de charutos Cohiba é uma fotografia de Hatuey.

### Belas-Artes
O desenho de Hatuey foi apropriado e/ou incorporado em diversos géneros artísticos, mais notadamente na Ópera Yiddish afro-cubana, "Hatuey": Memória de Fogo". Nas artes visuais, vários artistas têm utilizado a imagem do chefe Taíno, mais notavelmente o artista cubano-americano Ric Garcia, o artista norte-americano Donald Dickson, e o artista australiano damefine, entre outros.